# Pettit Memorial Chapel
Die von Frank Lloyd Wright entworfene Pettit Memorial Chapel (Pettit Chapel) auf einem Friedhof in Belvidere, im US-Bundesstaat Illinois ist ein frühes Beispiel des von Frank Lloyd Wrights entwickeltem Prairie Styles. Es ist die einzige von Wright entworfene Friedhofskapelle dieses spezifischen Typs.

## Geschichte
Emma Pettit beauftragte Frank Lloyd Wright mit dem Entwurf der Kapelle zum Gedenken ihres verstorbenen Ehemannes William H. Pettit. Das Bauwerk wurde 1907 für eine Summe von 3.000 US-Dollar errichtet und befindet sich neben dem Grab Pettits auf dem Belvidere Cemetery. William H. Pettit war ein bekannter Arzt und Wohltäter, der die größte Privatpraxis im Norden des US-Bundesstaates Iowa aufgebaut hatte. Sein plötzliches Ableben im Jahre 1899 wurde quer durch den Staat betrauert und Zeitungsberichte aus dieser Zeit weisen darauf hin, dass womöglich nur der Gouverneur Iowas, Leslie M. Shaw beliebter war. Nach Pettits Tod beschloss die Witwe die Errichtung eines angemessenen Denkmals in dessen Heimatstadt. Ihr Bruder William A. Glasner vermittelte den Kontakt zu Frank Lloyd Wright, der 1905 das William A. Glasner House in Glencoe, Illinois entworfen hatte.
Die Pettit Chapel wurde in bislang zweimal restauriert. 1977 sammelte der Belvidere Junior Women's Club 60.000 US-Dollar für den Erhalt der langsam zerfallenden Bauwerks. Die Rekonstruktion erfolgte nach Wrights Originalentwürfen und am 8. Juni 1981, Wrights Geburtstag, wurde die Kapelle neugewidmet. Bei einer weiteren Renovierung von Dach, Terrassenfußböden, Stufen und Anstrich von Juni bis November 2003 beliefen sich die Kosten auf 40.000 US-Dollar. Sie wurden durch eine Bürgschaft des Staates Illinois zum Zwecke des Tourismus und einen Treuhandfonds der Friedhofsverwaltung aufgebracht.

## Architektur

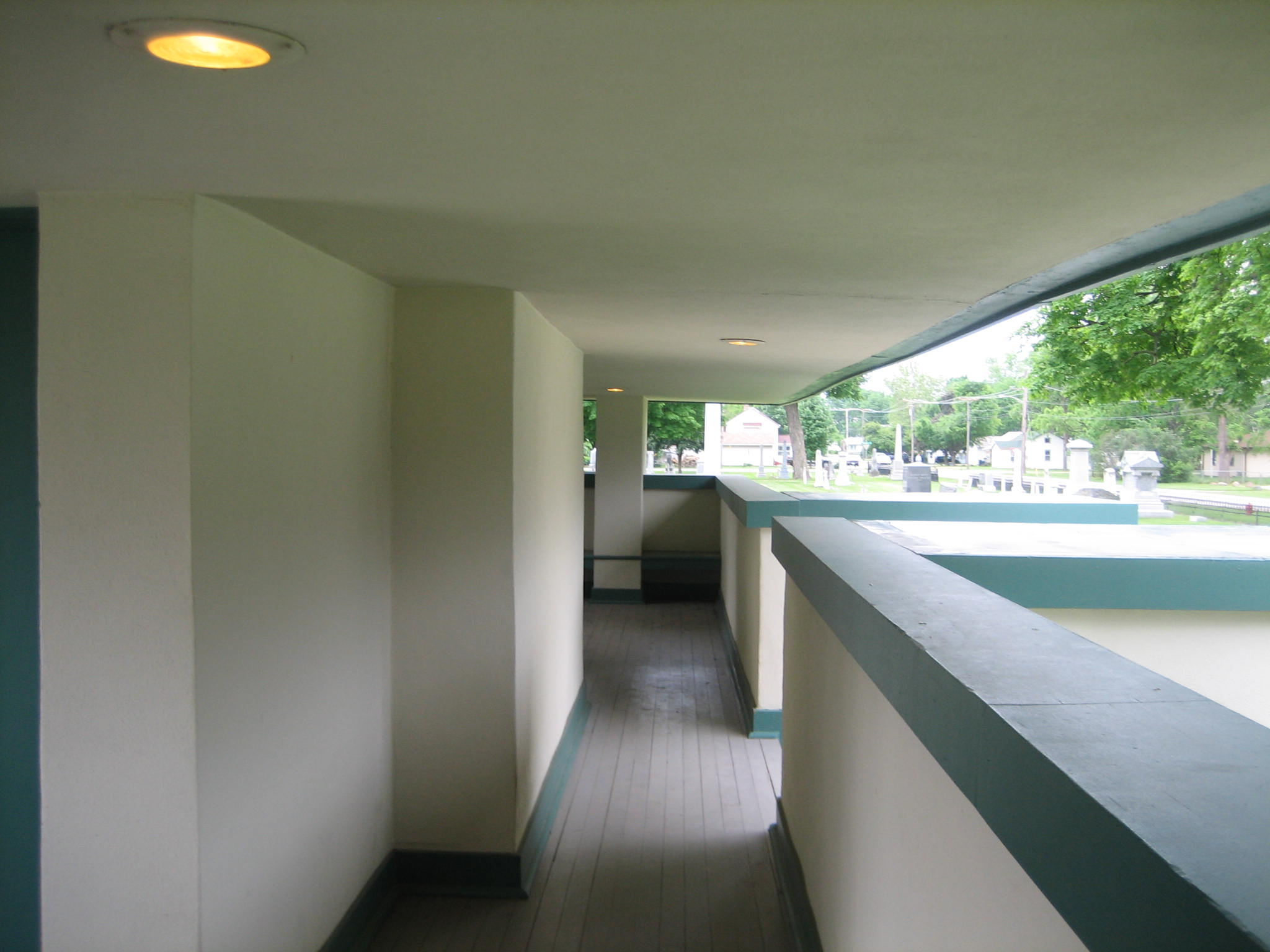
Eine große Terrasse befindet sich an der Rückfront des T-f¨romigen Grundrisses.

Nach den Originalzeichnungen Wrights soll die Frontfassade der Kapelle mit einem bescheidenen Springbrunnen und einem kleinen Becken samt einer Gedenktafel verziert werden. Auch das Sanktuarium der Kapelle war in den Zeichnungen mit dem Vermerk „recess with memorial“ versehen. Diese Elemente charakterisieren die Kapelle ganzheitlich als ein Denkmal für Dr. Pettit. Das T-förmige Bauwerk ist etwas über 17 m lang und knapp 13 m breit, wobei sich beide Achsen an der kürzeren Seite treffen. Das Gebäude innerhalb des Friedhofsgeländes kann mit dem Auto nur über dessen Wege erreicht werden. Die Lage ist damit unter den Bauwerken Frank Lloyd Wright einzigartig.
Das Innere der T-förmigen Kapelle ist mit einem Kamin am Kreuzungspunkt der beiden Achsen verziert. An der Rückfront befindet sich eine überdachte Veranda. Die offenen Terrassen, die in anderen von Wright entworfenen Gebäuden dieses Zeitraumes üblich sind, waren für die wartenden Trauergäste eingeplant. Die Säulen der Veranda sind von den offenen Ecken zurückgezogen, wie bei anderen Bauwerken Wrights, etwa dem Coonley House und dem Martin House. Diese Anordnung der Säulen und Wrights Zeichnungen haben angeblich europäische Architekten nach 1910 beeinflusst, beispielsweise Le Corbusier. Das in Holzständerbauweise konstruierte Kellergeschoss der Kapelle enthält Toiletten, eine Lagerraum und einen Heizraum.
Das Design des Bauwerks ist derart, dass abhängig davon, von welchem Standpunkt man ausgeht, dieses als symmetrisch oder asymmetrisch angesehen werden kann. Die Blickwinkel, von denen aus das Bauwerk symmetrisch wirkt, drücken eine ernsthafte Förmlichkeit aus. Das heruntergezogene Walmdach lässt die Konturen ruhig und ungebrochen erscheinen, ein typisches Merkmal für die frühen Werke Wrights im Prairie Style, wie es auch beim Heurtley House und dem Winslow House der Fall ist. Es verkörpert den Grundbestandteil von Frank Lloyd Wrights Bauwerken im Prairie Style: das Dach und die überhängenden Dachtraufen, die abstrakten geometrischen Kunstglasscheiben, die erhöhten funktionellen Fußböden und die „plastische Ausdrucksweise“ der Stuck-Verzierungen und der kontrastierenden Holzverkleidung.

## Bedeutung

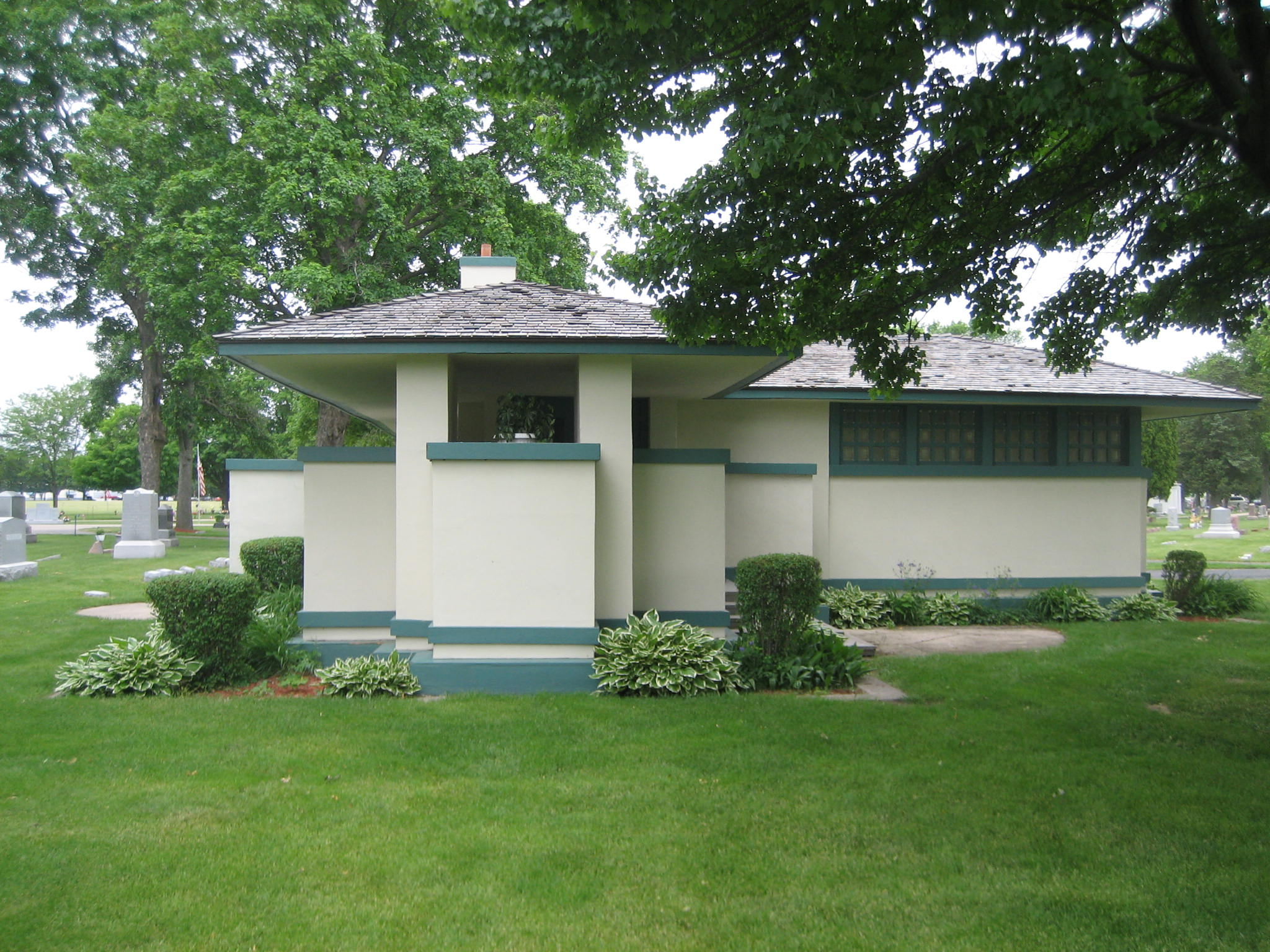
Pettit Chapel ist das einzige Bauwerk Frank Lloyd Wrights für einen Friedhof.

Pettit Memorial Chapel wurde am 1. Dezember 1978 dem National Register of Historic Places hinzugefügt. Das Kriterium, aufgrund dessen dieser Schritt erfolgte, war die Bedeutung aufgrund der Architektur. Als einziges Beispiel von Frank Lloyd Wrights Arbeit für einen Friedhof kann es direkt mit einigen von Louis Sullivans frühen modernen Projekten verglichen werden, die ebenfalls für einen Friedhof erstellt wurden. Das Carrie Eliza Getty Tomb, während Wrights Tätigkeit in Sullivans Architekturbüro entstanden, sowie die Gräber von Martin Ryerson und Charlotte Dickson Wainwright wurden von Sullivan direkt für einen Friedhof gestaltet. Das Getty-Grab war Sullivans erste Arbeit in Richtung auf die Moderne, während die Gräber von Ryerson und Wainwright ihm weitere Anerkennung brachten. Jedes dieser Bauwerke drückte das Bekenntnis des Architekten einer klaren Entwurfslinie aus, Wrights Realisierung lässt das Gebäude aber einem Zweck dienen, während Sullivans Entwurf sich direkt auf das Kommerzielle seiner Arbeit bezieht.
Die Kapelle gilt als eines der frühesten Beispiele der Prairie-Periode Wrights und wurde für Trauerfeiern verwendet, bis in den 1920er Jahren die Funeral homes die Funktionen von Kirchen und Kapellen bei Beerdigungen übernommen haben. Der Friedhof selbst wurde 1847 eröffnet und beinhaltet etwa 13.000 bekannte Gräber.